# Бењице
Бењице (слч. Benice) насељено је мјесто са административним статусом сеоске општине (слч. obec) у округу Мартин, у Жилинском крају, Словачка Република.

## Становништво
| Година:    | 1994. | 2004.   | 2014.    | 2024.   |
| ---------- | ----- | ------- | -------- | ------- |
| Број људи: | 276   | 288     | 353      | 343     |
| Разлика:   |       | +4,34 % | +22,56 % | -2,83 % |

| Година:    | 2023. | 2024.   |
| ---------- | ----- | ------- |
| Број људи: | 344   | 343     |
| Разлика:   |       | -0,29 % |

Према подацима о броју становника из 2011. године насеље је имало 335 становника.